# Caisse populaire de Shippagan

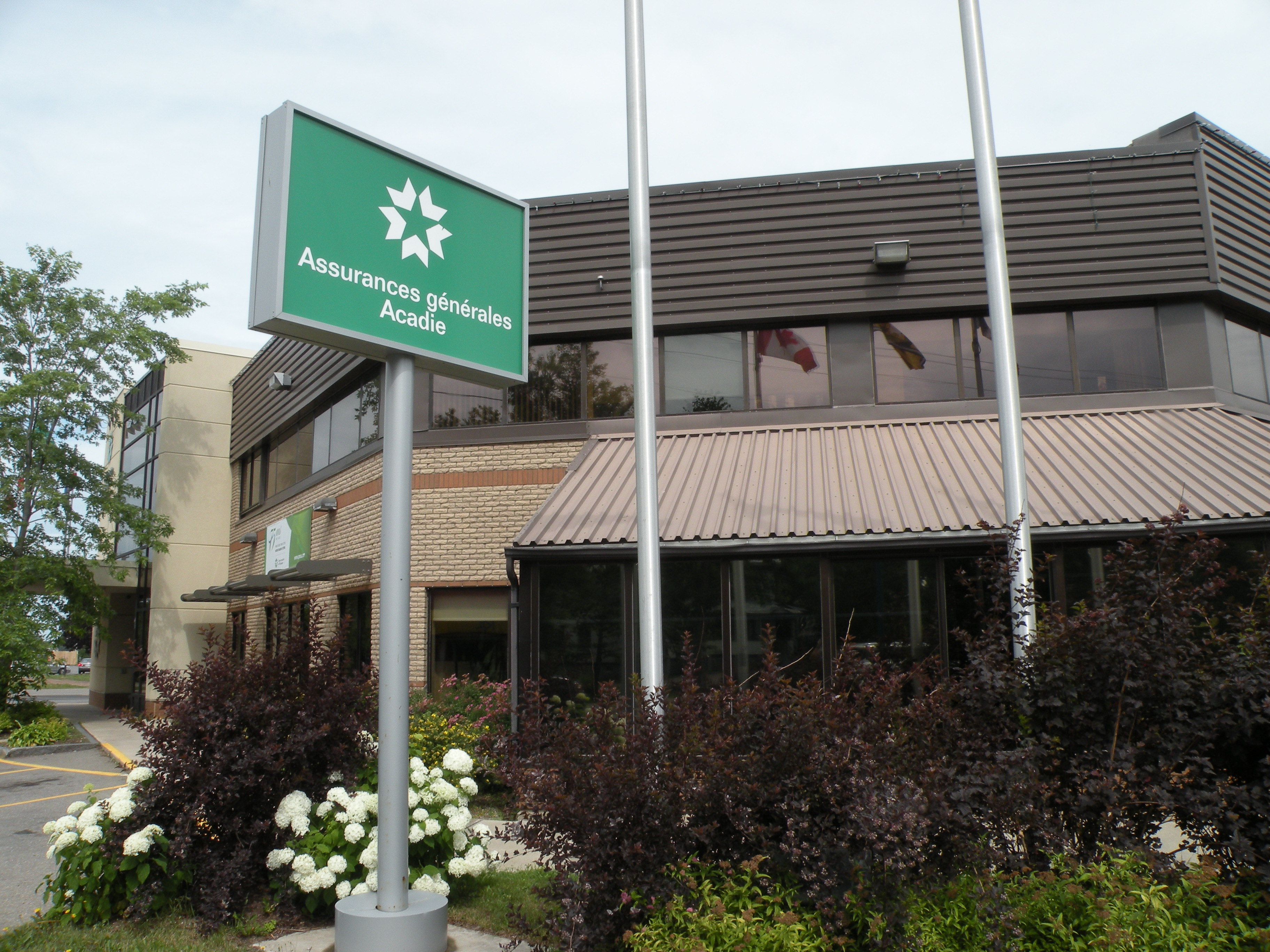
La Caisse populaire de Shippagan.

La Caisse populaire de Shippagan est une caisse populaire de la ville de Shippagan, au Nouveau-Brunswick. Elle est affiliée à UNI Coopération financière depuis 2007.